# ناحیه رپوبلیک، میشیگان
ناحیه رپوبلیک (به انگلیسی: Republic Township) یک منطقهٔ مسکونی در ایالات متحده آمریکا است که در شهرستان مارکت، میشیگان واقع شده‌است.
 ناحیه رپوبلیک  ۱٬۰۶۰ نفر جمعیت دارد و ۴۷۵ متر بالاتر از سطح دریا واقع شده‌است.